# Bogna Koreng
Bogna Koreng (* 1965) es una moderadora sorbia. 
Bogna Koreng (sorb. Bogna Korjenkowa) creció bilingüe en Radibor (sorb. Radwor), al norte de Bautzen (sorb. Budyšin). Tras su bachillerato estudió germanística. Hoy en día y desde el 2003 trabaja como jefe del estudio de Bautzen y desde el 2001 también como moderadora de un programa televisivo en alto sorbio Wuhladko. Su carrera con la televisión sorbia comenzó en 1992, como colaboradora libre. Hoy vive con su familia en Panschwitz-Kuckau.
En 2003 el programa obtuvo el tercer lugar en el Festival Internacional de Radio y Televisión de Minorías. En él habían participado más de sesenta grupos étnicos europeos. Bogna Koreng recibió el premio en la ciudad ucraniana de Uschgorod.

## Procedencia
- Esta obra contiene una traducción  derivada de «Bogna Koreng» de Wikipedia en alemán, publicada por sus editores bajo la Licencia de documentación libre de GNU y la Licencia Creative Commons Atribución-CompartirIgual 4.0 Internacional.